# Harry Baer
Harry Baer (* 27. September 1947 in Biberach an der Riß als Harry Zöttl) ist ein deutscher Schauspieler, Produzent und Autor.

## Leben
Baer wuchs in seiner Heimatstadt und in Augsburg auf. Noch vor seinem Abitur kam er 1968 als Schlagzeuger zum Antiteater von Rainer Werner Fassbinder nach München. Baer arbeitete vor und hinter der Kamera mit dem Regisseur zusammen, dem er bis zu dessen Tod im Jahr 1982 eng verbunden blieb. Als Schauspieler, Regieassistent, Produktionsleiter und künstlerischer Mitarbeiter war er über Jahre bei Fassbinder sowie beim Filmverlag der Autoren und bei der Albatros-Filmproduktion beschäftigt.
Sein erster Film war Fassbinders Filmdrama Katzelmacher. Fassbinder war es auch, der den Nachnamen Zöttl, wie Baer eigentlich hieß, im Abspann geändert hatte, worüber sich Baer sichtlich aufregte. Als Fassbinder ihm in seinem nächsten Film, dem Gangsterdrama Götter der Pest, eine Hauptrolle anbot, waren die Differenzen zwischen beiden aus der Welt.
Baer war Haupt- und Nebendarsteller in zahlreichen Kino- und Fernsehfilmen (unter anderem im Tatort) und  arbeitete mit namhaften Regisseuren wie Doris Dörrie, Hans Jürgen Syberberg, Mika Kaurismäki und Bernhard Sinkel.
Harry Baer ist Mitglied der Deutschen Filmakademie und stellvertretender Chefredakteur des Internetportals regie.de.

## Filmografie (Auswahl)
- 1969: Katzelmacher
- 1970: Götter der Pest
- 1970: Das Kaffeehaus
- 1970: Warum läuft Herr R. Amok?
- 1971: Rio das Mortes
- 1971: Pioniere in Ingolstadt
- 1971: Whity
- 1971: Warnung vor einer heiligen Nutte
- 1972: Händler der vier Jahreszeiten
- 1972: Heute nacht oder nie
- 1972: Ludwig – Requiem für einen jungfräulichen König (Titelrolle)
- 1972: Adele Spitzeder
- 1973: Zahltag
- 1973: Wildwechsel
- 1973: Im Zeichen der Kälte
- 1975: Das Tal der tanzenden Witwen
- 1975: Faustrecht der Freiheit
- 1976: Auf Biegen oder Brechen
- 1976: Schatten der Engel
- 1976: Ich will doch nur, daß ihr mich liebt
- 1976: Zwei Supertypen räumen auf (I padroni della città)
- 1977: Adolf und Marlene
- 1977: Hitler, ein Film aus Deutschland
- 1978: Despair – Eine Reise ins Licht
- 1978: Stau (L’ingorgo – una storia impossibile)
- 1979: Die dritte Generation
- 1980: Palermo oder Wolfsburg
- 1980: Berlin Alexanderplatz
- 1981: Lili Marleen
- 1981: Lola
- 1981: Heute spielen wir den Boß – Wo geht’s denn hier zum Film?
- 1982: Die Sehnsucht der Veronika Voss
- 1982: Der Westen leuchtet!
- 1982: Tatort: Sterben und sterben lassen
- 1983: Bella Donna
- 1983: Der Kleine
- 1983: Der Tod kommt durch die Tür
- 1984: Donauwalzer
- 1984: Im Himmel ist die Hölle los
- 1985: Im Innern des Wals
- 1985: Westler
- 1985: Bas-Boris Bode (Fernsehserie, Buch und Regie)
- 1986: Osveta
- 1987: Warten auf Marie
- 1987: Helsinki Napoli All Night Long
- 1988: Der Passagier – Welcome to Germany
- 1988: Die Venusfalle
- 1988: La Amiga – Die Freundin (La amiga)
- 1989: Zugzwang
- 1990: Das einfache Glück
- 1991: Superstau
- 1992: Die wahre Geschichte von Männern und Frauen
- 1993: Prinz in Hölleland
- 1993: Der Kinoerzähler
- 1995: Polizeiruf 110: Schwelbrand
- 1995: Tatort: Ein ehrenwertes Haus
- 1996: Babuschka
- 1997: Frost
- 2002: Führer Ex
- 2003: Raid
- 2003: Skifahren unter Wasser
- 2005: Max und Moritz Reloaded
- 2006: Stunde der Entscheidung
- 2007: Die Jäger des Ostsee-Schatzes
- 2008: Berlin am Meer
- 2009: Zwischen heute und morgen
- 2009: Notruf Hafenkante (Fernsehserie, Folge Held für einen Tag)
- 2011: Spreewaldkrimi – Die Tränen der Fische
- 2012: Feuchtgebiete
- 2012: Harder und die Göre
- 2013: Dirty Young Loose
- 2013: Das Phallometer oder Welcome to our Republic
- 2013: Frauen
- 2013: Coming In
- 2014: Barbara S. oder Der Verlorene Held
- 2014: Ein Fall von Liebe (Fernsehserie, Folge Sturz ins Bodenlose)
- 2015: Bruma
- 2015: S und M
- 2016: Paradies
- 2016: Schwarzach 23 (Fernsehserie, Folge Schwarzach 23 und die Jagd nach dem Mordsfinger)
- 2016: Dylan
- 2017: Jim
- 2017: Herr Blase und die Goldene Gans
- 2019: Gasmann
- 2020: vEmotion
- 2022: München Mord: Dolce Vita (Fernsehreihe)

## Hörspiele
- 1970: Rainer Werner Fassbinder: Ganz in Weiß (Fürsorgezögling) – Regie: Peer Raben/Rainer Werner Fassbinder (Hörspiel – BR/HR/SDR)

## Werke
- Das musste ausgerechnet mir passieren – Mein Leben mit und ohne Fassbinder. Verlag Belleville, München 2020, ISBN 978-3-946875-06-2.
- Schlafen kann ich, wenn ich tot bin. Das atemlose Leben des Rainer Werner Fassbinder.  Kiepenheuer & Witsch, Köln 1990, ISBN 3-462-02055-2.
- Das Mutterhaus. Erinnerungen an die "Deutsche Eiche", ein weltbekanntes urbayrisches Gasthaus in München (Edition Fassbinder). Verlag Rosa Winkel, Berlin 2001, ISBN 3-86149-201-6.

## Auszeichnungen
- 2005 Ehrenpreis der Biberacher Filmfestspiele